# Ordiarp
Ordiarp [ɔʁdjaʁp] (Urdiñarbe en basque) est une commune française située dans le département des Pyrénées-Atlantiques, en région Nouvelle-Aquitaine.
Le gentilé est Urdiñarbetar.

## Géographie

### Localisation
La commune d'Ordiarp se trouve dans le département des Pyrénées-Atlantiques, en région Nouvelle-Aquitaine.
Elle se situe à 65 km par la route de Pau, préfecture du département, à 37 km d'Oloron-Sainte-Marie, sous-préfecture, et à 6,8 km de Mauléon-Licharre, bureau centralisateur du canton de Montagne Basque dont dépend la commune depuis 2015 pour les élections départementales.
La commune fait en outre partie du bassin de vie de Mauléon-Licharre.
Les communes les plus proches sont : 
Musculdy (2,2 km), Idaux-Mendy (2,4 km), Gotein-Libarrenx (3,5 km), Garindein (4,0 km), Aussurucq (4,1 km), Menditte (4,3 km), Pagolle (5,7 km), Sauguis-Saint-Étienne (5,9 km).
Sur le plan historique et culturel, Ordiarp fait partie de la province de la Soule, un des sept territoires composant le Pays basque,. La Basse-Navarre en est la province la plus variée en ce qui concerne son patrimoine, mais aussi la plus complexe du fait de son morcellement géographique. Depuis 1999, l'Académie de la langue basque ou Euskalzaindia divise le territoire du Labourd en six zones,. La Soule, traversée par la vallée du Saison, est restée repliée sur ses traditions (mascarades, pastorales, chasse à la palombe, etc). Elle se divise en Haute-Soule, Basse-Soule et Arbaille, dont fait partie la commune.

### Communes limitrophes
Les communes limitrophes sont  Ainharp, Aussurucq, Garindein, Gotein-Libarrenx, Idaux-Mendy, Lohitzun-Oyhercq, Musculdy et Pagolle.
| Lohitzun-Oyhercq, Pagolle | Ainharp   | Garindein        |
| Musculdy                  | Ordiarp   | Gotein-Libarrenx |
|                           | Aussurucq | Idaux-Mendy      |

### Hydrographie

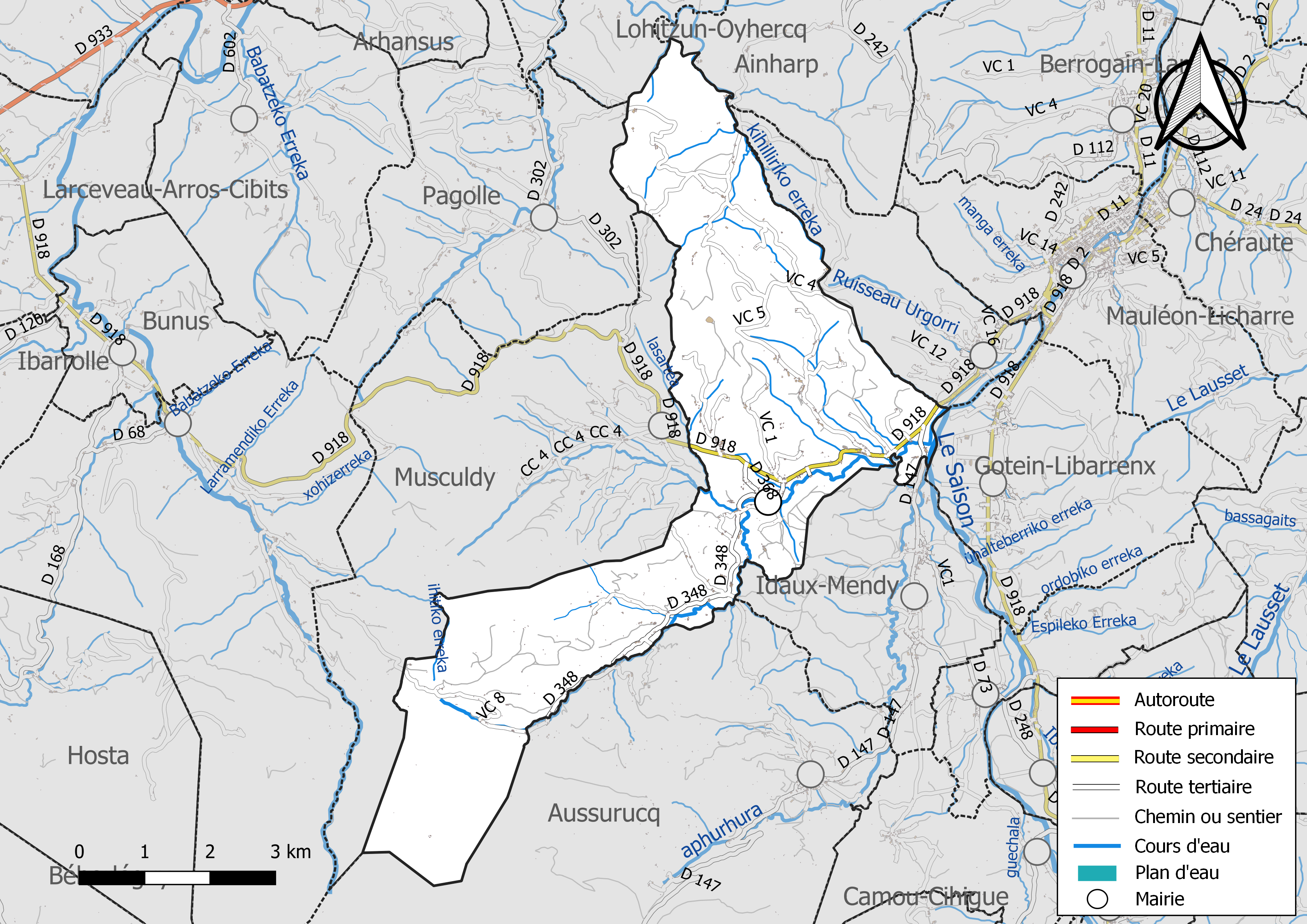
Réseaux hydrographique et routier d'Ordiarp.

La commune est drainée par le Saison, Arangoreneko erreka, le ruisseau Abarakia, le ruisseau Quihilliri, Ihityko erreka, le ruisseau Lachartia, et par divers petits cours d'eau, constituant un réseau hydrographique de 31 km de longueur totale,.
Le Saison, d'une longueur totale de 72,2 km, prend sa source dans la commune de Larrau et s'écoule du sud vers le nord. Il traverse la commune et se jette dans le gave d'Oloron à Autevielle-Saint-Martin-Bideren, après avoir traversé 31 communes.

### Climat
Pour des articles plus généraux, voir Climat de la Nouvelle-Aquitaine et Climat des Pyrénées-Atlantiques.
Historiquement, la commune est exposée à un micro climat océanique basque.  
En 2020, Météo-France publie une typologie des climats de la France métropolitaine dans laquelle la commune est exposée à un climat de montagne et est dans la région climatique Pyrénées atlantiques, caractérisée par une pluviométrie élevée (>1 200 mm/an) en toutes saisons, des hivers très doux (7,5 °C en plaine) et des vents faibles.
Pour la période 1971-2000, la température annuelle moyenne est de 13,2 °C, avec une amplitude thermique annuelle de 13,4 °C. Le cumul annuel moyen de précipitations est de 1 487 mm, avec 12,2 jours de précipitations en janvier et 9,3 jours en juillet. Pour la période 1991-2020, la température moyenne annuelle observée sur la station météorologique la plus proche, située sur la commune de Licq-Athérey à 14 km à vol d'oiseau, est de 13,1 °C et le cumul annuel moyen de précipitations est de 1 528,1 mm,. Pour l'avenir, les paramètres climatiques de la commune estimés pour 2050 selon différents scénarios d’émission de gaz à effet de serre sont consultables sur un site dédié publié par Météo-France en novembre 2022.

### Milieux naturels et biodiversité

#### Réseau Natura 2000
Le réseau Natura 2000 est un réseau écologique européen de sites naturels d'intérêt écologique élaboré à partir des Directives « Habitats » et « Oiseaux », constitué de zones spéciales de conservation (ZSC) et de zones de protection spéciale (ZPS).
Trois sites Natura 2000 ont été définis sur la commune au titre de la « directive Habitats », : 
- « le Saison (cours d'eau) », d'une superficie de 2 200 ha, un cours d'eau de très bonne qualité à salmonidés[25] ;
- le « massif des Arbailles », d'une superficie de 12 784 ha, présentant une flore très diversifiée marquée par une nette influence atlantique et montagnarde. Cependant, les versants exposés au Sud Sud-Est et Est abritent une flore thermophile remarquable[26] ;
- « la Bidouze (cours d'eau) », d'une superficie de 2 570 ha, un vaste réseau hydrographique drainant les coteaux du Pays basque[27] et une au titre de la « directive Oiseaux »[24],[Carte 3] :
- la « Haute Soule : forêt des Arbailles », d'une superficie de 7 114 ha, présentant une grande diversité de milieux à des altitudes moyennes fournissant gîte et couvert pour la faune ornithologique pyrénéenne[28].

#### Zones naturelles d'intérêt écologique, faunistique et floristique
L’inventaire des zones naturelles d'intérêt écologique, faunistique et floristique (ZNIEFF) a pour objectif de réaliser une couverture des zones les plus intéressantes sur le plan écologique, essentiellement dans la perspective d’améliorer la connaissance du patrimoine naturel national et de fournir aux différents décideurs un outil d’aide à la prise en compte de l’environnement dans l’aménagement du territoire.
Une ZNIEFF de type 1 est recensée sur la commune, : 
la « forêt des Arbailles » (6 283,64 ha), couvrant 9 communes du département et trois ZNIEFF de type 2,, : 
- les « landes, bois et prairies du bassin de la Bidouze » (11 263,46 ha), couvrant 25 communes du département[31] ;
- le « massif des Arbailles » (14 782,04 ha), couvrant 13 communes du département[32] ;
- le « réseau hydrographique du gave d'Oloron et de ses affluents » (6 885,32 ha), couvrant 114 communes dont 2 dans les Landes et 112 dans les Pyrénées-Atlantiques[33].

## Urbanisme

### Typologie
Au 1er janvier 2024, Ordiarp est catégorisée commune rurale à habitat très dispersé, selon la nouvelle grille communale de densité à sept niveaux définie par l'Insee en 2022.
Elle est située hors unité urbaine. Par ailleurs la commune fait partie de l'aire d'attraction de Mauléon-Licharre, dont elle est une commune de la couronne,. Cette aire, qui regroupe 21 communes, est catégorisée dans les aires de moins de 50 000 habitants,.

### Occupation des sols

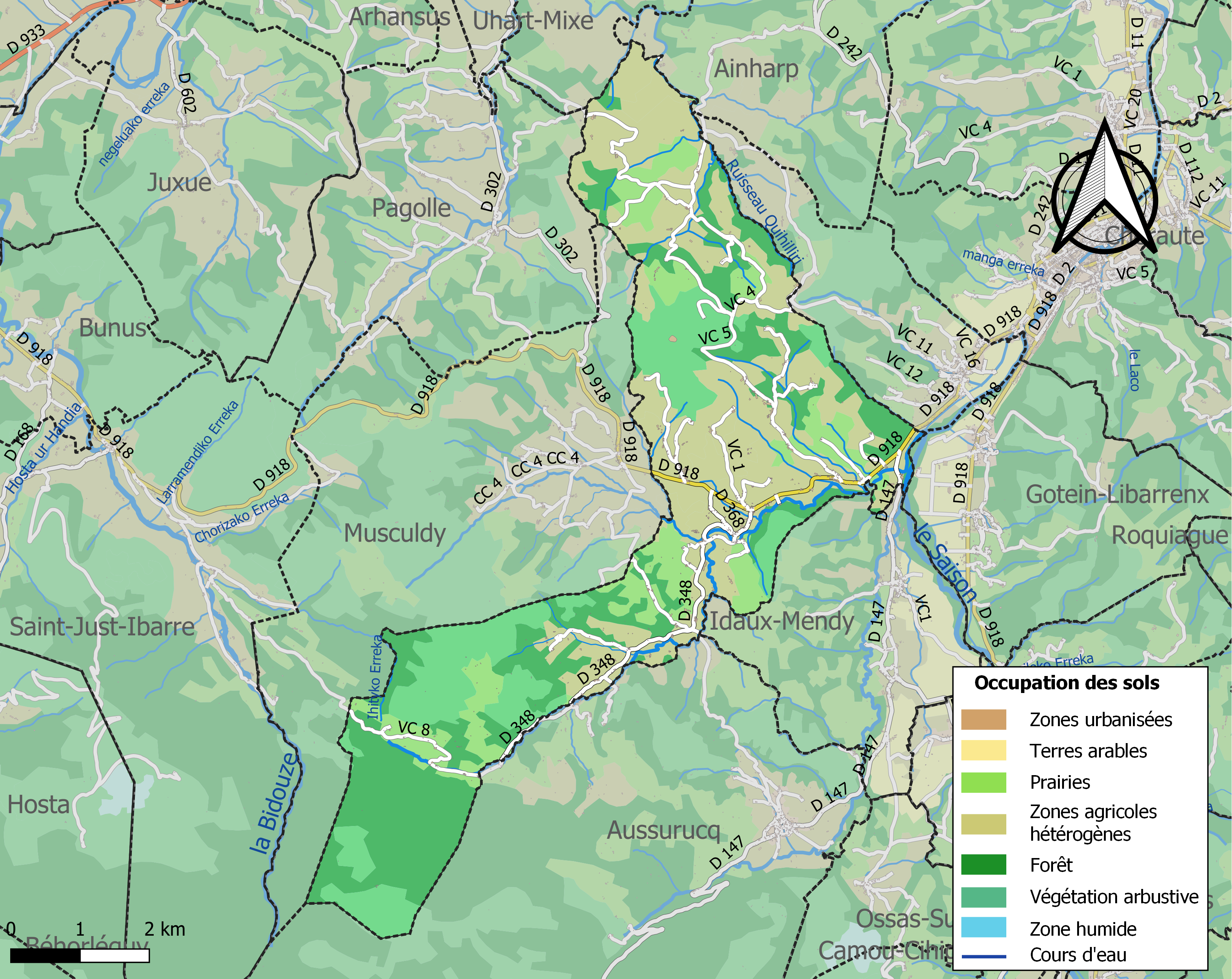
Carte des infrastructures et de l'occupation des sols de la commune en 2018 (CLC).

L'occupation des sols de la commune, telle qu'elle ressort de la base de données européenne d’occupation biophysique des sols Corine Land Cover (CLC), est marquée par l'importance des territoires agricoles (52,4 % en 2018), en augmentation par rapport à 1990 (51,5 %). La répartition détaillée en 2018 est la suivante : 
zones agricoles hétérogènes (37,7 %), forêts (29,2 %), milieux à végétation arbustive et/ou herbacée (18,4 %), prairies (14,7 %). L'évolution de l’occupation des sols de la commune et de ses infrastructures peut être observée sur les différentes représentations cartographiques du territoire : la carte de Cassini (XVIIIe siècle), la carte d'état-major (1820-1866) et les cartes ou photos aériennes de l'IGN pour la période actuelle (1950 à aujourd'hui).

### Lieux-dits et hameaux
21 quartiers composent la commune d'Ordiarp :
- Ahetzehiria (Ahetzia sur les cartes IGN) ;
- Antzerabelharra ;
- Arjela ;
- Berrogaine ;
- Garraibi (Garaibie sur les cartes IGN) ;
- Hegillabürüa ;
- Ibarresküina ;
- Juntañaltea ;
- Khalbegi ;
- Kharrika ;
- Khürütxealtea ;
- Lanbara (Lambarre sur les cartes IGN) ;
- Landahegilla ;
- Larhüntzün;
- Larregi
- Larzabal ;
- Mirandakhaparra ;
- Naphal (Naphalea sur les cartes IGN) ;
- Peko herria ;
- Baionatxipia (Petit Bayonne en français)
- Salharankaltea (Salharanka sur les cartes IGN).

### Risques majeurs
Le territoire de la commune d'Ordiarp est vulnérable à différents aléas naturels : météorologiques (tempête, orage, neige, grand froid, canicule ou sécheresse), inondations, feux de forêts, mouvements de terrains et séisme (sismicité moyenne). Un site publié par le BRGM permet d'évaluer simplement et rapidement les risques d'un bien localisé soit par son adresse soit par le numéro de sa parcelle.
Certaines parties du territoire communal sont susceptibles d’être affectées par le risque d’inondation par une crue torrentielle ou à montée rapide de cours d'eau, notamment le Saison et l'Arangoreneko erreka. La commune a été reconnue en état de catastrophe naturelle au titre des dommages causés par les inondations et coulées de boue survenues en 1982, 1983, 1990, 1992, 2003, 2008, 2009, 2013 et 2014,.
Ordiarp est exposée au risque de feu de forêt. En 2020, le premier plan de protection des forêts contre les incendies (PDPFCI) a été adopté pour la période 2020-2030. La réglementation des usages du feu à l’air libre et les obligations légales de débroussaillement dans le département des Pyrénées-Atlantiques font l'objet d'une consultation de public ouverte du 16 septembre au 7 octobre 2022,.
Les mouvements de terrains susceptibles de se produire sur la commune sont des affaissements et effondrements liés aux cavités souterraines (hors mines). Afin de mieux appréhender le risque d’affaissement de terrain, un inventaire national permet de localiser les éventuelles cavités souterraines sur la commune.

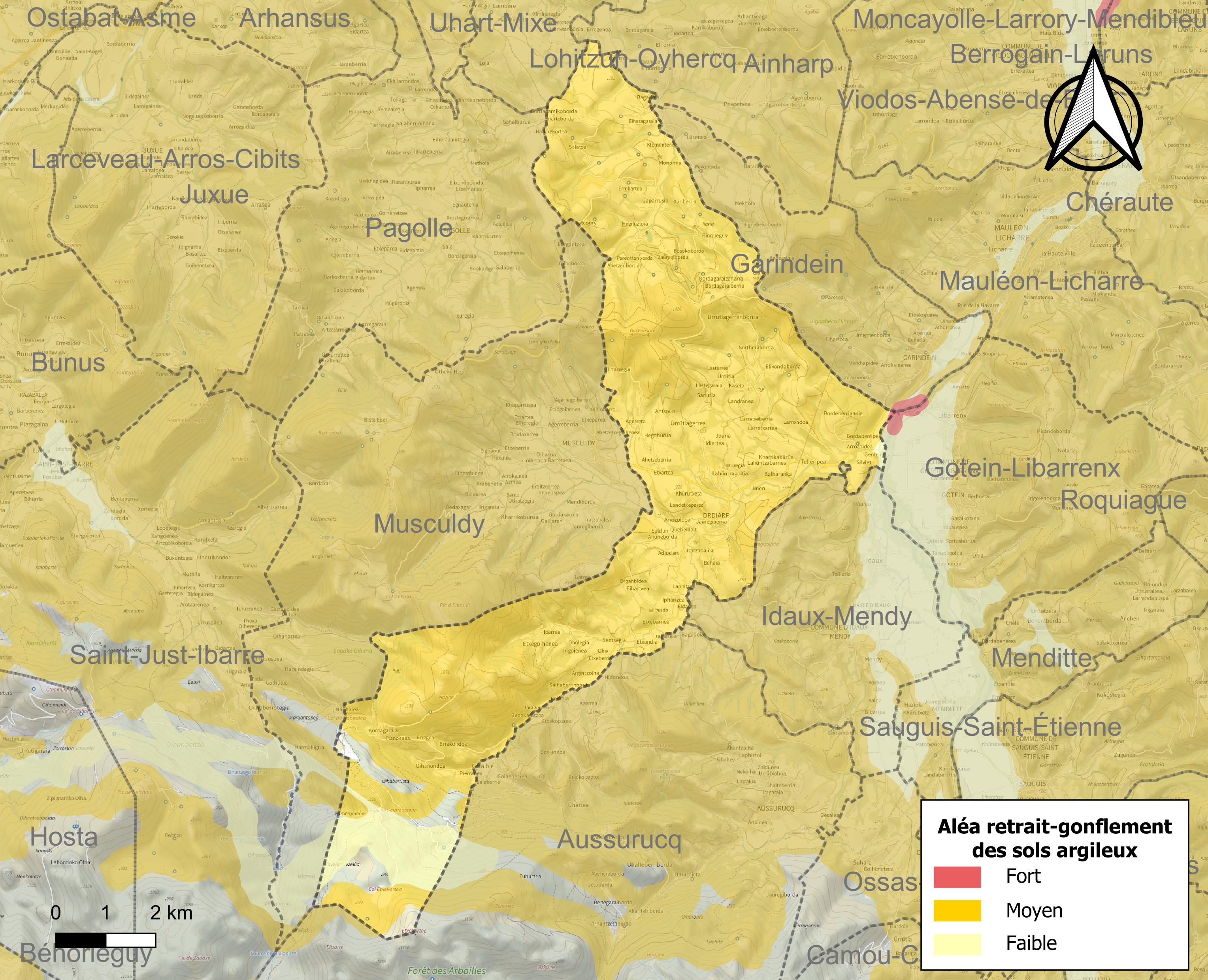
Carte des zones d'aléa retrait-gonflement des sols argileux d'Ordiarp.

Le retrait-gonflement des sols argileux est susceptible d'engendrer des dommages importants aux bâtiments en cas d’alternance de périodes de sécheresse et de pluie. 91,5 % de la superficie communale est en aléa moyen ou fort (59 % au niveau départemental et 48,5 % au niveau national). Depuis le 1er octobre 2020, en application de la loi ELAN, différentes contraintes s'imposent aux vendeurs, maîtres d'ouvrages ou constructeurs de biens situés dans une zone classée en aléa moyen ou fort,.
Concernant les mouvements de terrains, la commune a été reconnue en état de catastrophe naturelle au titre des dommages causés par des mouvements de terrain en 2014.

## Toponymie

### Attestations anciennes
Le toponyme Ordiarp apparaît sous les formes Urdiarb (1375, contrats de Luntz), Hospitau de Urdiarp (1421, chapitre de Bayonne), Sent-Miqueu d'Urdiarp (vers 1460, contrats d'Ohix) et  Sent-Miguel de Urdiarbe (1479, chapitre de Bayonne). Il semble qu'une consonne intervocalique n soit tombée anciennement, ce qui donne Urdinarp ou Urdinarbe. Sans doute de urd "plateau" et be "sous, en bas" avec arri "pierre" ou ainhar "bruyère" (Orpustan)[réf. nécessaire].

### Autres toponymes
Ahetzia est un ancien fief d'Ordiarp relevant de la vicomté de Soule, mentionné sous les formes Ahedce et Hetse (1375 pour les deux formes, contrats de Luntz), Ahetsa (1385, collection Duchesne volume CXIV), Hahetza de Peyriède (1479, chapitre de Bayonne) et Ahetze (1863, dictionnaire topographique Béarn-Pays basque).
Jean-Baptiste Orpustan indique qu'Ahetze provient d'aiz, « pierre » et par extension « hauteur rocheuse ».
Le toponyme Garraibi  apparaît sous les formes Garraibie (1422, chapitre de Bayonne), Guarraybie et Garraybie (respectivement vers 1460 et en 1747, contrats d'Ohix), Garrabia (1479, chapitre de Bayonne) et 
Garraïbe (1863, dictionnaire topographique Béarn-Pays basque).

### Graphie basque
Son nom basque actuel est Urdiñarbe.

## Histoire
Ordiarp est une ancienne commanderie qui dépendait de l'abbaye de Roncevaux.

## Politique et administration
| Période | Période  | Identité            | Étiquette | Qualité |
| ------- | -------- | ------------------- | --------- | ------- |
| 1995    | 2001     | Jean Anso           |           |         |
| 2001    | 2014     | Arnaud Berrogain    |           |         |
| 2014    | En cours | Jean-Michel Arrayet |           |         |

### Intercommunalité
Ordiarp appartient à sept structures intercommunales :
- la communauté d'agglomération Pays-basque ;
- le syndicat AEP de l’Ostabarret ;
- le syndicat AEP du pays de Soule ;
- le syndicat d’assainissement du pays de Soule ;
- le syndicat d’énergie des Pyrénées-Atlantiques ;
- le syndicat intercommunal de transport de Musculdy - Ordiarp ;
- le syndicat intercommunal pour le soutien à la culture basque.

## Population et société

### Démographie
L'évolution du nombre d'habitants est connue à travers les recensements de la population effectués dans la commune depuis 1793. Pour les communes de moins de 10 000 habitants, une enquête de recensement portant sur toute la population est réalisée tous les cinq ans, les populations de référence des années intermédiaires étant quant à elles estimées par interpolation ou extrapolation. Pour la commune, le premier recensement exhaustif entrant dans le cadre du nouveau dispositif a été réalisé en 2004.

En 2022, la commune comptait 552 habitants, en évolution de +5,95 % par rapport à 2016 (Pyrénées-Atlantiques : +3,78 %, France hors Mayotte : +2,11 %).
| 1793 | 1800 | 1806 | 1821  | 1831  | 1836  | 1841  | 1846  | 1851 |
| ---- | ---- | ---- | ----- | ----- | ----- | ----- | ----- | ---- |
| 925  | 985  | 979  | 1 010 | 1 225 | 1 074 | 1 058 | 1 057 | 984  |

| 1856  | 1861 | 1866 | 1872 | 1876 | 1881 | 1886 | 1891 | 1896 |
| ----- | ---- | ---- | ---- | ---- | ---- | ---- | ---- | ---- |
| 1 008 | 893  | 905  | 870  | 843  | 854  | 821  | 831  | 793  |

| 1901 | 1906 | 1911 | 1921 | 1926 | 1931 | 1936 | 1946 | 1954 |
| ---- | ---- | ---- | ---- | ---- | ---- | ---- | ---- | ---- |
| 790  | 801  | 781  | 668  | 675  | 702  | 702  | 685  | 639  |

| 1962 | 1968 | 1975 | 1982 | 1990 | 1999 | 2004 | 2006 | 2009 |
| ---- | ---- | ---- | ---- | ---- | ---- | ---- | ---- | ---- |
| 642  | 643  | 671  | 584  | 555  | 544  | 554  | 537  | 537  |

| 2014 | 2019 | 2022 | - | - | - | - | - | - |
| ---- | ---- | ---- | - | - | - | - | - | - |
| 532  | 540  | 552  | - | - | - | - | - | - |

### Enseignement
La commune dispose d'une école, l'école élémentaire publique Bourg. Cette école propose un enseignement bilingue français-basque à parité horaire.

## Économie
L'activité est essentiellement tournée vers l'agriculture (élevage de béliers Manech tête noire et rousse et pâturages). La commune abrite le Centre départemental de l'élevage ovin et fait partie de la zone d'appellation de l'ossau-iraty.
Une ancienne source thermale était exploitée à Garraibi.

## Culture locale et patrimoine

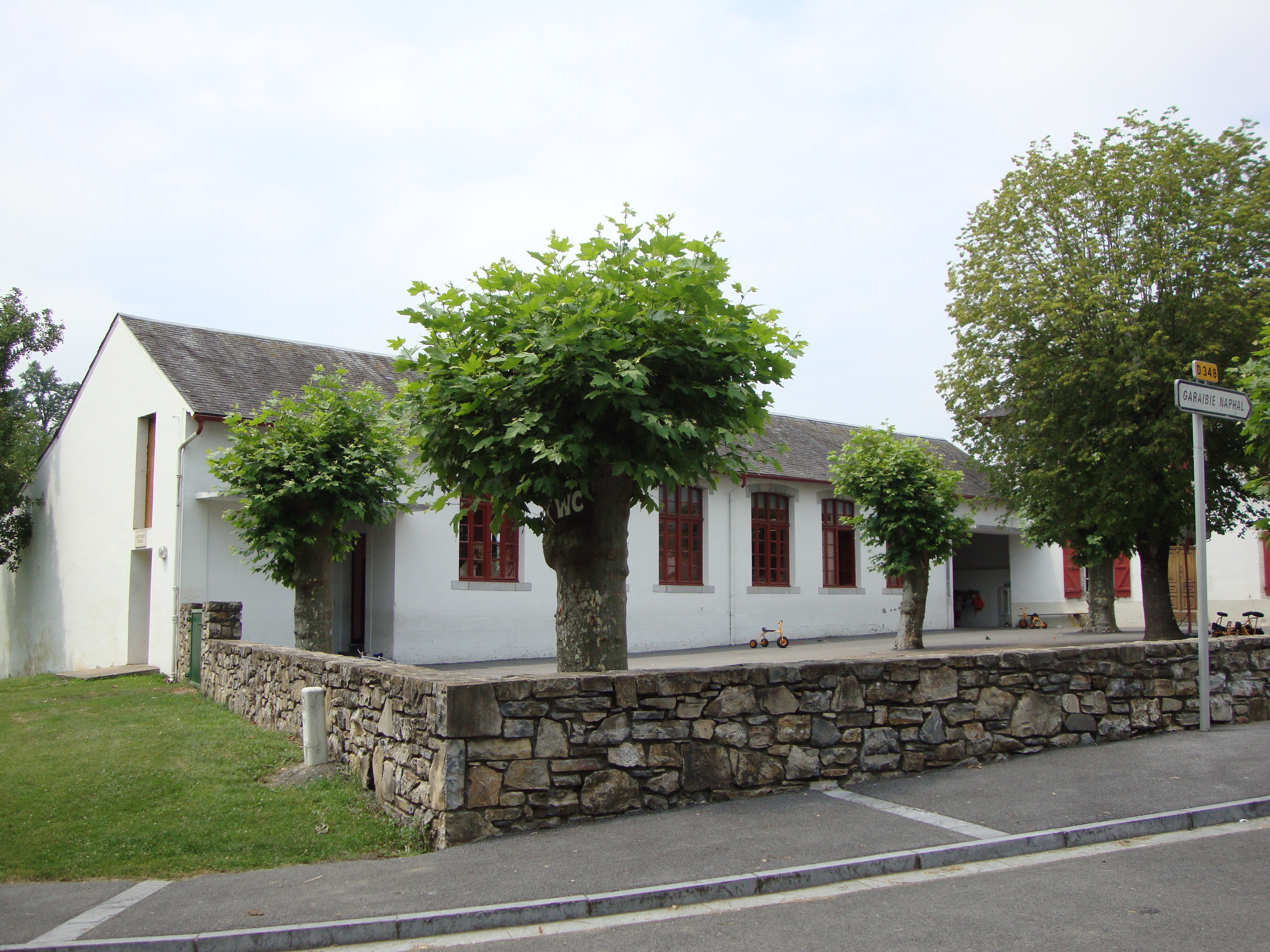
L'école.
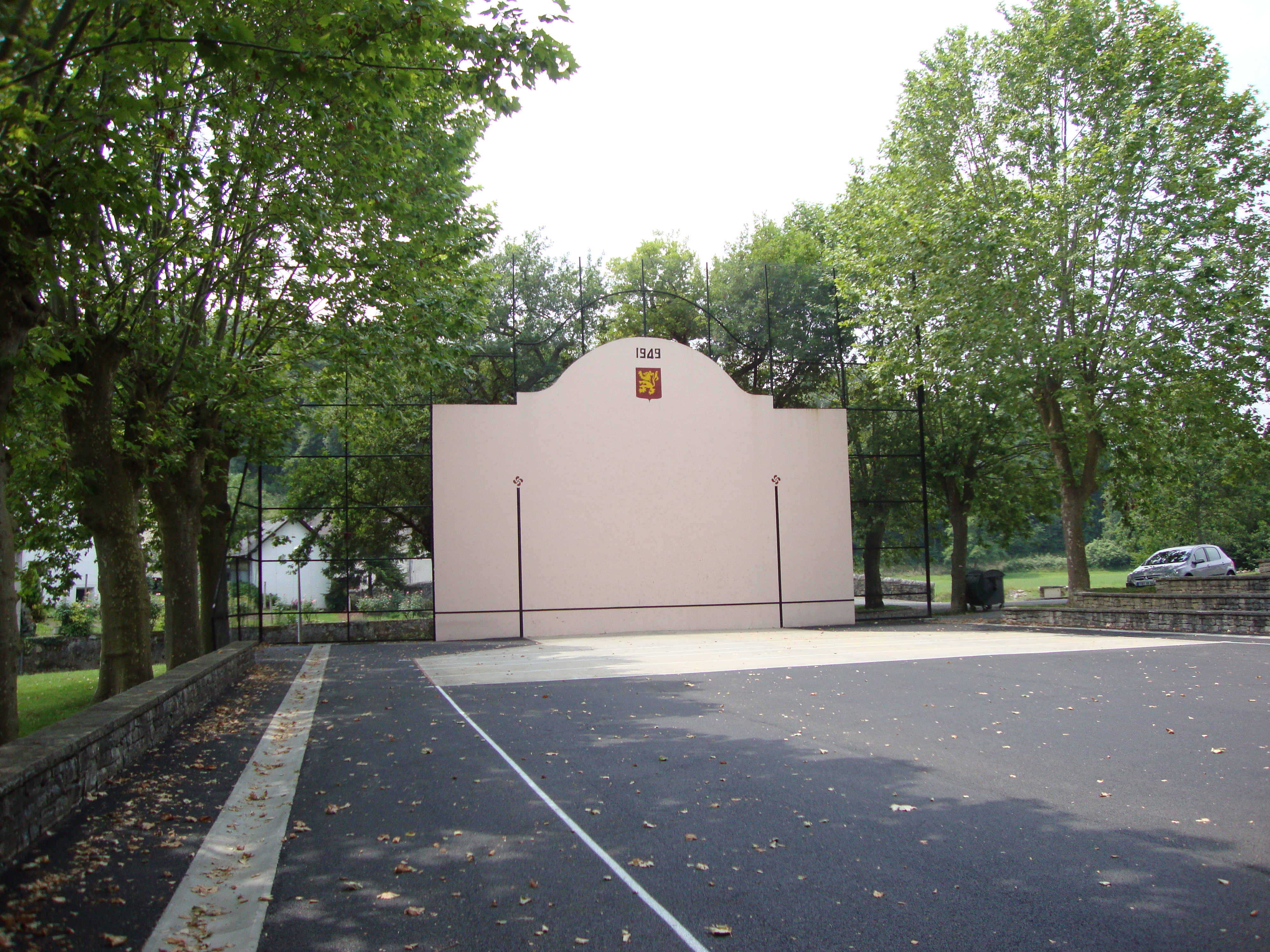
Le fronton.
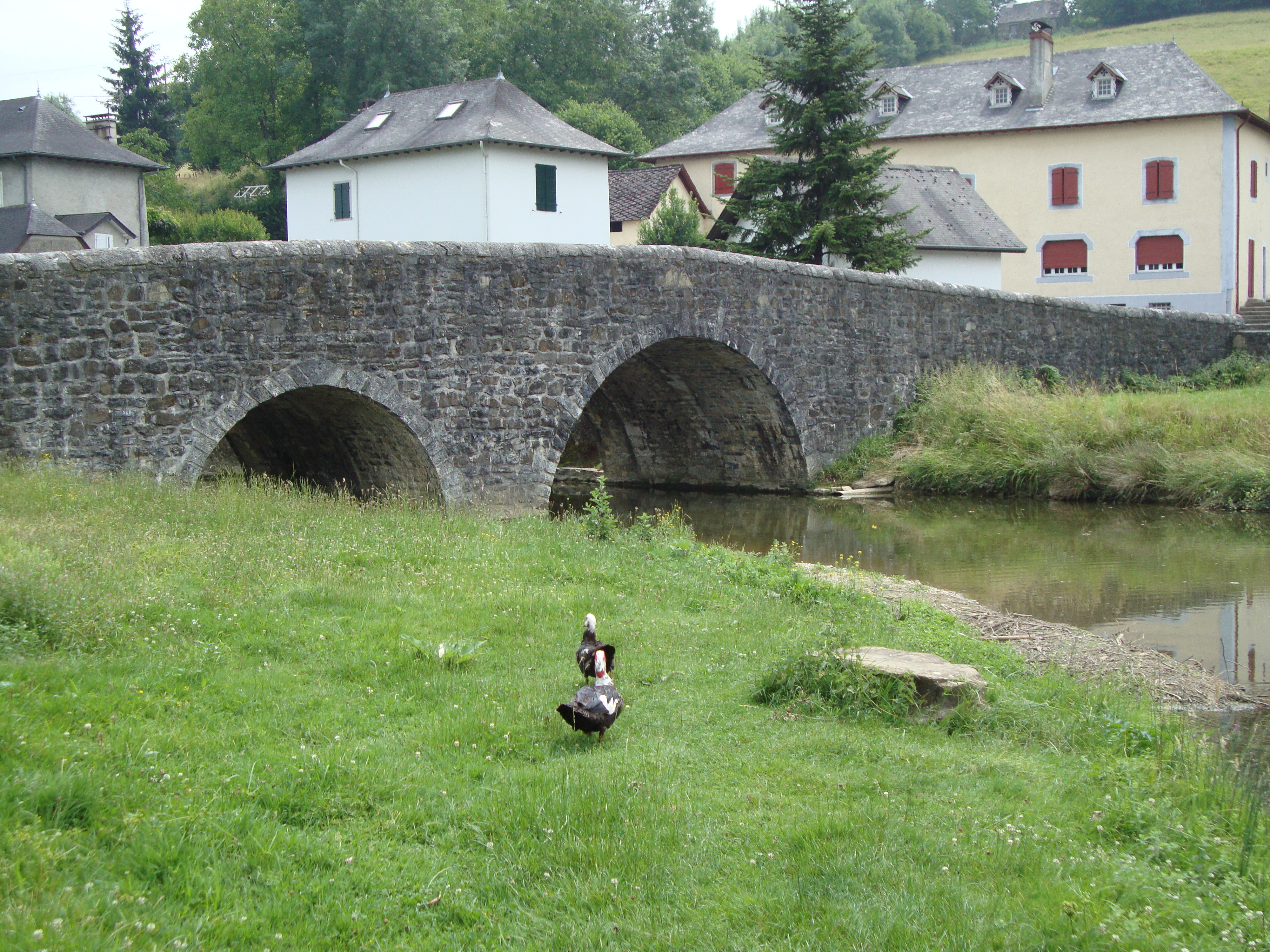
Le pont routier sur l'Arangorena.
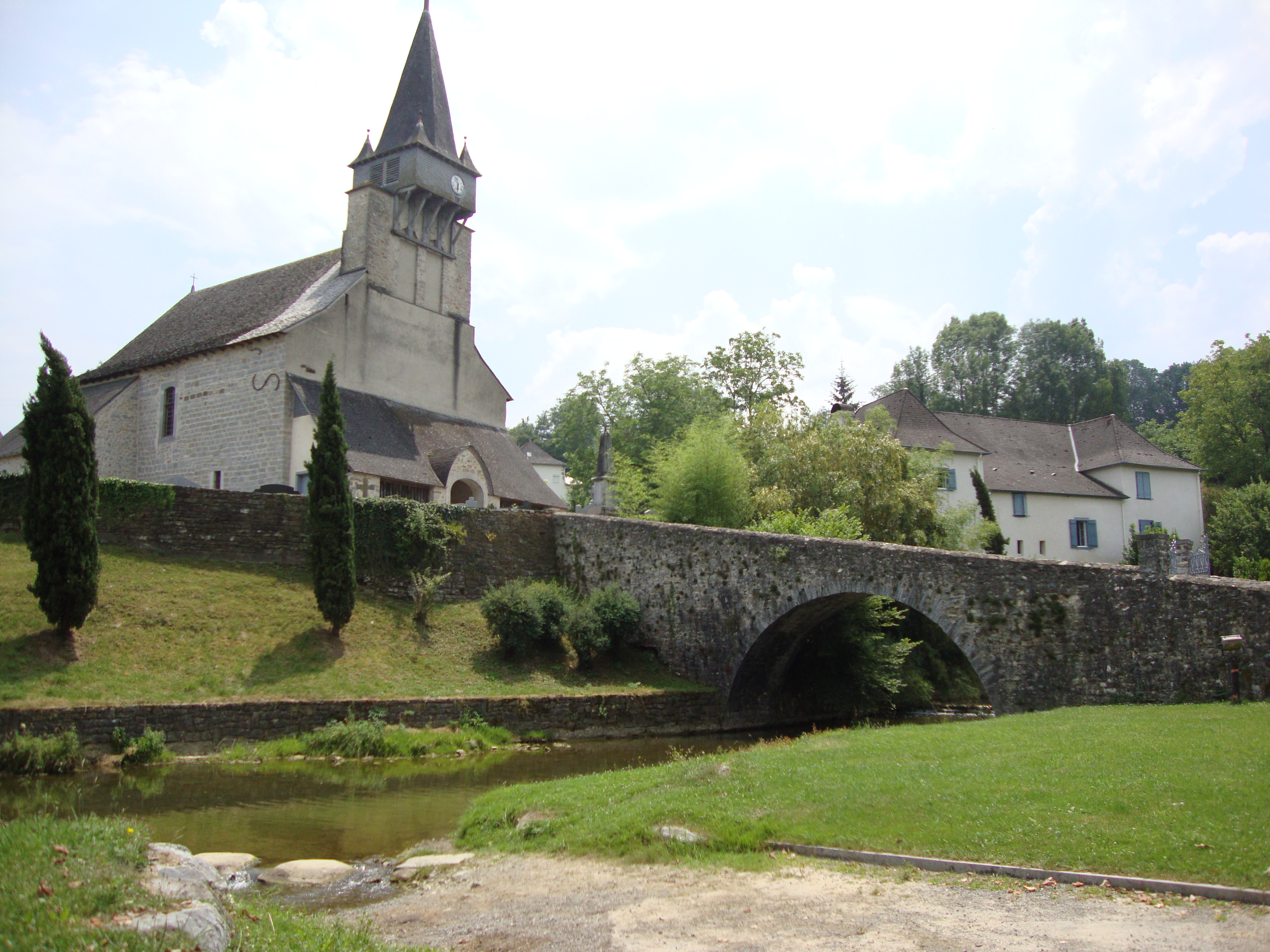
Le pont piéton sur l'Arangorena menant à l'église Saint-Michel.
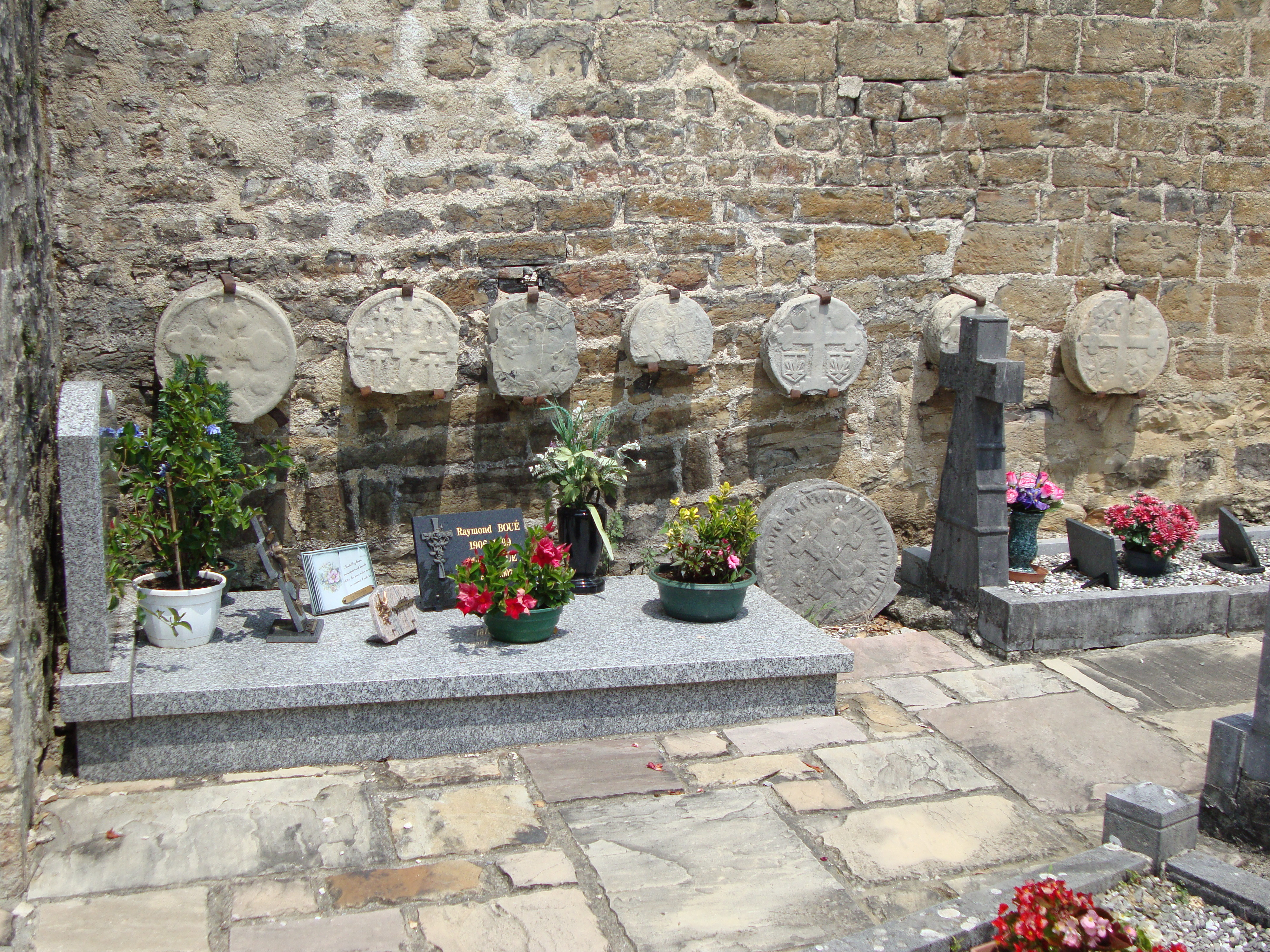
Stèles discoïdales contre le mur du cimetière.

On peut lire dans un dénombrement de la commanderie d'Ordiarp datant de 1479 que lorsqu'il meurt quelque paroissien en l'église Saint-Michel d'Ordiarp, il a accoutumé de donner, si c'est un homme un mouton, si c'est une femme une brebis, et les pôvres une poule.

### Festivités
Les trois quartiers principaux ont leur propre comité de fêtes. Ainsi, chacun de ces trois quartiers organise ses propres fêtes à des dates distinctes :
- Fêtes et refêtes d'Ordiarp (bourg) : 3e et 4e week-ends de septembre ;
- Fêtes de Garaybie : 3e week-end du mois d’octobre ;
- Fêtes de Lambarre : week-end du 11 novembre ;
- Müsikaren egüna : tous les deuxièmes week-ends de mai de chaque année. Il réunit artistes locaux, français et étrangers. Aujourd'hui, budget serré oblige, le festival ne fonctionne qu'avec une centaine de bénévoles. Ces derniers assurent aussi bien la préparation des concerts et l'intendance technique que le service des 800 repas d'agneaux cuits au feu de bois. Grâce à leur dévouement, les concerts du dimanche ont pu rester gratuits ;
- Ordiarp possède également sa propre fête de la musique avec le festival Müsikaren egüna (« jour de la musique » en souletin).

### Patrimoine civil
- Le camp protohistorique fortifié dit de Gastelusare, inscrit aux monuments historiques en 1980[64]
- Nombreuses maisons médiévales dans le bourg du village.
- Linteau exceptionnel sur la porte d'entrée d'une maison aux volets verts située derrière l'église.
- Château d'Ahetzia.

### Patrimoine religieux
- L'église romane Saint-Michel, du XIIe siècle, classée aux monuments historiques en 1922[65].
- Une chapelle dédiée à saint Grégoire, située face au camp de Gastelusare.

## Équipements
La commune dispose d'une école primaire.

## Personnalités liées à la commune
- Bernard de Goyenetche dit Matalas, curé de Moncayolle, prit en 1661 la tête d'une révolte de paysans souletins contre l'accroissement des impôts royaux. Il fut arrêté à Ordiarp et décapité[66].